# Bovale
Bovale es un nombre atribuido a dos variedades de uvas italianas que son más conocidas por sus nombres españoles. La más ampliamente plantada es la bovale grande (carignan/mazuelo) que tiene uvas más grandes, mientras que la bovale sardo (graciano) tiene uvas más pequeñas y ligeras y tiende a producir un vino más austero que se encuentra con menos frecuencia. Ambas pueden encontrarse en la isla de Cerdeña, donde son usadas sobre todo para vinos de mezcla.

## Sinónimos
Entre los sinónimos que se han usado para denominar a la bobale grande y a sus vinos están: bovale murru, bovale di Spagna, bovale mannu, maraiola maggiore, mostaia, nieddara, nièddera, nieddu mannu, tintiglia, tintilia, tintillosa, tintirella y zinzillosa.
Los sinónimos atribuidos a la bovale sardo incluyen bovale piccolo, bovale piticco, bovaleddo, bovaleddu, cadelanisca, cardanissia, carrixa, moraiola minore, muristeddo, muristellu y nieddu prunizza.